# Крона, Гёрель
Гёрель Элизабет Крона (швед. Görel Crona; род. 23 августа 1959 года) — шведская актриса
 и кинорежиссёр
. Играла главную роль в телевизионном сериале шведского общественного телевещания «Varuhuset».

## Биография
Гёрель Крона родилась 23 августа 1959 года в семье шведского джазового музыканта Бёрье и писательницы Анники Крона. Она выросла в городе Лас-Пальмас на Канарских островах и вернулась в Швецию, чтобы поступить в колледж и учиться в театральной линии Birkagårdens folkhögskolas. В 1978 году она получила свою первую главную роль в театре Элеоноры в драме Августа Стриндберга «Пасха» на сцене Стриндбергского музея. Затем Крона зарабатывала себе на жизнь певицей в ночном клубе в Сорренто, Италия. В 1980 году Гёрель поступила на двухгодичный курс колледжа «SUNY Purchase» в Нью-Йорке. После чего она продолжила обучение в студии «Herbert Berghof». В 1983 году она вернулась в Стокгольм, Швеция, где работала в англоязычных издательствах Reginateaterns, а также в Pocketteatern и Parkteatern. Большим прорывом в её карьере стал сериал «Varuhuset», в котором она сыграла бывшую проститутку «Илву» 1987—1988 года. Среди других её ролей — альтер эго Биргитты Стенберг в телефильме «Apelsinmannen» 1983 года, жестокая женщина-полицейский в телесериале «Anna Holt» телеканала TV4, 1996 год, а также а также роль в сериале «Nya tider», 2002—2003 года. В 2013 году Гёрель Крона дебютировала в качестве режиссёра с фильмом «Tysta leken».

## Семья
Гёрель Крона была в отношениях с актёром Рафаэлем Эдхольмом. Пара познакомилась в 1995 году, у них есть общий сын. Расстались в 2006 году.